# 통상 파괴
통상파괴(通商破壊, 영어: commerce raiding, 독일어: Handelskrieg, 프랑스어: guerre de course)란 공해(open sea)상의 적국의 상선을 공격 또는 진로를 방해하는 해전 전략이다. 전투원(이 경우 군함)과의 교전 또는 해안에 대한 봉쇄와는 다른 개념이다.
알프레드 테이어 마한 등의 해전이론가들은 통상파괴가 적의 전투원 파괴를 방해할 뿐이라며 비판했다. 하지만 통상파괴는 근세에서 근대에 걸쳐 제2차 세계 대전 때에 이르기까지 중요한 역할을 수행했다.
통상파괴를 수행하는 군함을 통상파괴함(通商破壊艦, commerce raider)이라 하며, 사략선도 통상파괴함의 일종이다.

## 같이 보기
- 실론 해전
- 해상강도
- 사략
- 무제한 잠수함 작전